# 集積
集積（しゅうせき、英語: agglomeration）とは、経済地理学において、経済活動が空間的に集中していることを意味する概念である。特に、近接して立地している生産者どうしが分業や取引などで相互に関係性をもち、利益を享受する場合は純粋集積とよぶ。
集積によりコストの削減や利益の享受が可能となり、これを集積の経済という。

## 集積論
古典的な集積論として、アルフレッド・マーシャルによる集積論と、アルフレート・ヴェーバーによる集積論が挙げられる。

### マーシャル集積論
マーシャルは、『産業経済学』において産業の局地化の効果について言及した。その後、『経済学原理』において集積論を論じ、特に同業種の集積による外部経済を取り上げている。

### ヴェーバー集積論
ヴェーバーは、工業立地論の分析の第3段階として集積を検討している。輸送費の増大を超えるコスト削減が集積により可能な場合に集積が進行すると指摘している。

## 測度
集積を定量的に把握する場合、点パターン分析を利用することができる。セントログラフィーや最近隣尺度などを用いて、点分布パターンが凝集分布・ランダム分布・均等分布のいずれかに分類されるのかを判定することになる。